# San Martín (ort i Argentina, Catamarca)
San Martín är en ort i Argentina.   Den ligger i provinsen Catamarca, i den norra delen av landet, 900 km nordväst om huvudstaden Buenos Aires. San Martín ligger 275 meter över havet och antalet invånare är 309.
Terrängen runt San Martín är mycket platt. Runt San Martín är det mycket glesbefolkat, med 4 invånare per kvadratkilometer..
Omgivningarna runt San Martín är i huvudsak ett öppet busklandskap.